# Valerija Strachova
Valerija Mychajlivna Strachova (in ucraino Валерія Михайлівна Страхова?; Kerč', 9 giugno 1995) è una tennista ucraina.

## Carriera
Valerija Strachova ha vinto 14 titoli in singolare e 47 titoli in doppio nel circuito ITF in carriera. Il 1º febbraio 2016 ha raggiunto il best ranking in singolare raggiungendo la 231ª posizione mondiale, mentre il 23 settembre 2024 ha raggiunto la 97ª posizione in doppio.
Nei tornei del Grande Slam, ha fatto la sua prima partecipazione nelle qualificazioni dello US Open 2016, dove ha sconfitto al primo turno la tedesca Dinah Pfizenmaier, per poi essere eliminata nel turno successivo dalla cinese Wang Yafan.
Ha fatto il suo debutto nel circuito maggiore al BRD Bucarest Open 2015, nel doppio insieme alla connazionale Anastasyja Vasyl'eva, ma vengono eliminate all'esordio dalle prime teste di serie Andreja Klepač e Aleksandra Krunić senza vincere un game.
Nel singolare, fa la sua prima apparizione al Katowice Open 2016, dove non riesce a superare le qualificazioni sconfitta nel turno decisivo da Ekaterina Aleksandrova, ma viene ripescata come lucky loser. Nel primo turno è stata sconfitta dalla ex numero 4 del mondo e campionessa Slam Francesca Schiavone in due set.
Il 22 ottobre 2023, Valerijia raggiunge la sua prima finale WTA in carriera in doppio al Transylvania Open di Cluj-Napoca in coppia con la francese Léolia Jeanjean, dove vengono sconfitte dal team formato da Jodie Burrage e Jil Teichmann con il punteggio di 1-6, 4-6.
Il 2 novembre 2024, Strachova raggiunge la finale nel WTA 125 del Bolivia Open, a Santa Cruz, insieme alla spagnola Aliona Bolsova, dove vengono sconfitte dalla coppia composta da Nuria Brancaccio e Leyre Romero Gormaz con il punteggio di 4-6, 4-6.

## Statistiche WTA

### Doppio

#### Sconfitte (1)
| Legenda              |
| -------------------- |
| Grande Slam (0)      |
| Argenti Olimpici (0) |
| WTA Finals (0)       |
| WTA Elite Trophy (0) |
| Dal 2021             |
| WTA 1000 (0)         |
| WTA 500 (0)          |
| WTA 250 (1)          |

| N. | Data            | Torneo                         | Superficie  | Compagna        | Avversarie in finale        | Punteggio |
| 1. | 22 ottobre 2023 | Transylvania Open, Cluj-Napoca | Cemento (i) | Léolia Jeanjean | Jodie Burrage Jil Teichmann | 1-6, 4-6  |

## Statistiche WTA

### Doppio

#### Sconfitte (2)
| N. | Data            | Torneo                         | Superficie  | Compagna            | Avversarie in finale                 | Punteggio   |
| 1. | 2 novembre 2024 | Bolivia Open, Santa Cruz       | Terra rossa | Aliona Bolsova      | Nuria Brancaccio Leyre Romero Gormaz | 4-6, 4-6    |
| 2. | 7 dicembre 2024 | MundoTenis Open, Florianópolis | Terra rossa | Nicole Fossa Huergo | Maja Chwalińska Laura Pigossi        | 6(3)-7, 3-6 |

## Statistiche ITF

### Singolare

#### Vittorie (14)
| Torneo $100.000 (0) |
| Torneo $80.000 (0)  |
| Torneo $75.000 (0)  |
| Torneo $60.000 (0)  |
| Torneo $50.000 (0)  |
| Torneo $40.000 (1)  |
| Torneo $25.000 (2)  |
| Torneo $15.000 (1)  |
| Torneo $10.000 (10) |

| N.  | Data             | Torneo                                                 | Superficie  | Avversaria in finale       | Punteggio        |
| 1.  | 5 maggio 2013    | ITF Women's Circuit Shymkent, Şımkent                  | Terra rossa | Ljubov' Vasil'eva          | 7-5, 6-3         |
| 2.  | 27 luglio 2024   | Jolie Ville Golf Women's, Sharm el-Sheikh              | Cemento     | Pauline Payet              | 6–3, 6–2         |
| 3.  | 3 agosto 2014    | Jolie Ville Golf Women's, Sharm el-Sheikh              | Cemento     | Natalija Sipek             | 6–2, 6–3         |
| 4.  | 10 agosto 2014   | Jolie Ville Golf Women's, Sharm el-Sheikh              | Cemento     | Vojislava Lukić            | 6–4, 6–1         |
| 5.  | 17 agosto 2014   | Jolie Ville Golf Women's, Sharm el-Sheikh              | Cemento     | Harriet Dart               | 6-3, 6-3         |
| 6.  | 22 marzo 2015    | Circuito Feminino Future de Tênis, Ribeirão Preto      | Terra rossa | Fernanda Brito             | 4-6, 7-5, 6-3    |
| 7.  | 23 agosto 2015   | Leipzig Open, Lipsia                                   | Terra rossa | Jesika Malečková           | 7-6(7), 6-1      |
| 8.  | 11 ottobre 2015  | ITF Women's Circuit Port El Kantaoui, Port El Kantaoui | Cemento     | Valentini Grammatikopoulou | 6-2, 6-0         |
| 9.  | 18 ottobre 2015  | ITF Women's Circuit Port El Kantaoui, Port El Kantaoui | Cemento     | Jessika Ponchet            | 6-2, 6-3         |
| 10. | 8 novembre 2015  | ITF Women's Circuit Port El Kantaoui, Port El Kantaoui | Cemento     | Katharina Hobgarski        | 7-6(3), 3-0 rit. |
| 11. | 23 luglio 2016   | GPS Schio, Schio                                       | Terra rossa | Lucrezia Stefanini         | 6-3, 6-1         |
| 12. | 8 luglio 2018    | Open GDF SUEZ de la Porte du Hainaut, Denain           | Terra rossa | Allie Kiick                | 3-6, 7-6(5), 6-0 |
| 13. | 17 dicembre 2023 | Nairobi Women's, Nairobi                               | Terra rossa | Émeline Dartron            | 6-4, 5-7, 6-1    |
| 14. | 9 marzo 2025     | Torneo Akari, Chihuahua                                | Terra rossa | Carolina Alves             | 5-7, 6-2, 6-4    |

#### Sconfitte (8)
| Torneo $100.000 (0) |
| Torneo $80.000 (0)  |
| Torneo $75.000 (0)  |
| Torneo $60.000 (1)  |
| Torneo $50.000 (0)  |
| Torneo $40.000 (1)  |
| Torneo $25.000 (3)  |
| Torneo $15.000 (1)  |
| Torneo $10.000 (2)  |

| N. | Data             | Torneo                                          | Superficie  | Avversaria in finale | Punteggio |
| 1. | 23 giugno 2014   | Amarante Ladies Open, Amarante                  | Cemento     | Océane Dodin         | 3-6, 2-6  |
| 2. | 20 luglio 2014   | Jolie Ville Golf Women's, Sharm el-Sheikh       | Cemento     | Despoina Vogasari    | 5-7, 0-6  |
| 3. | 31 ottobre 2015  | Chang ITF Thailand Pro Circuit Bangkok, Bangkok | Cemento     | Hiroko Kuwata        | 5-7, 4-6  |
| 4. | 16 gennaio 2016  | Aurangabad Open, Aurangabad                     | Terra rossa | Tadeja Majerič       | 4-6, 3-6  |
| 5. | 16 ottobre 2022  | San Miguel Tucumán Open, San Miguel de Tucumán  | Terra rossa | Paula Ormaechea      | 2-6, 3-6  |
| 6. | 25 novembre 2023 | Women's Guadalajara City, Guadalajara           | Terra rossa | Brenda Fruhvirtová   | 1-6, 3-6  |
| 7. | 18 maggio 2024   | Villach Women's, Villaco                        | Terra rossa | Tatiana Pieri        | 4–6, 5-7  |
| 8. | 17 agosto 2024   | Ladies Open Amstetten, Amstetten                | Terra rossa | Elena Pridankina     | 0-6, 4-6  |